# Tiroler Gröstl

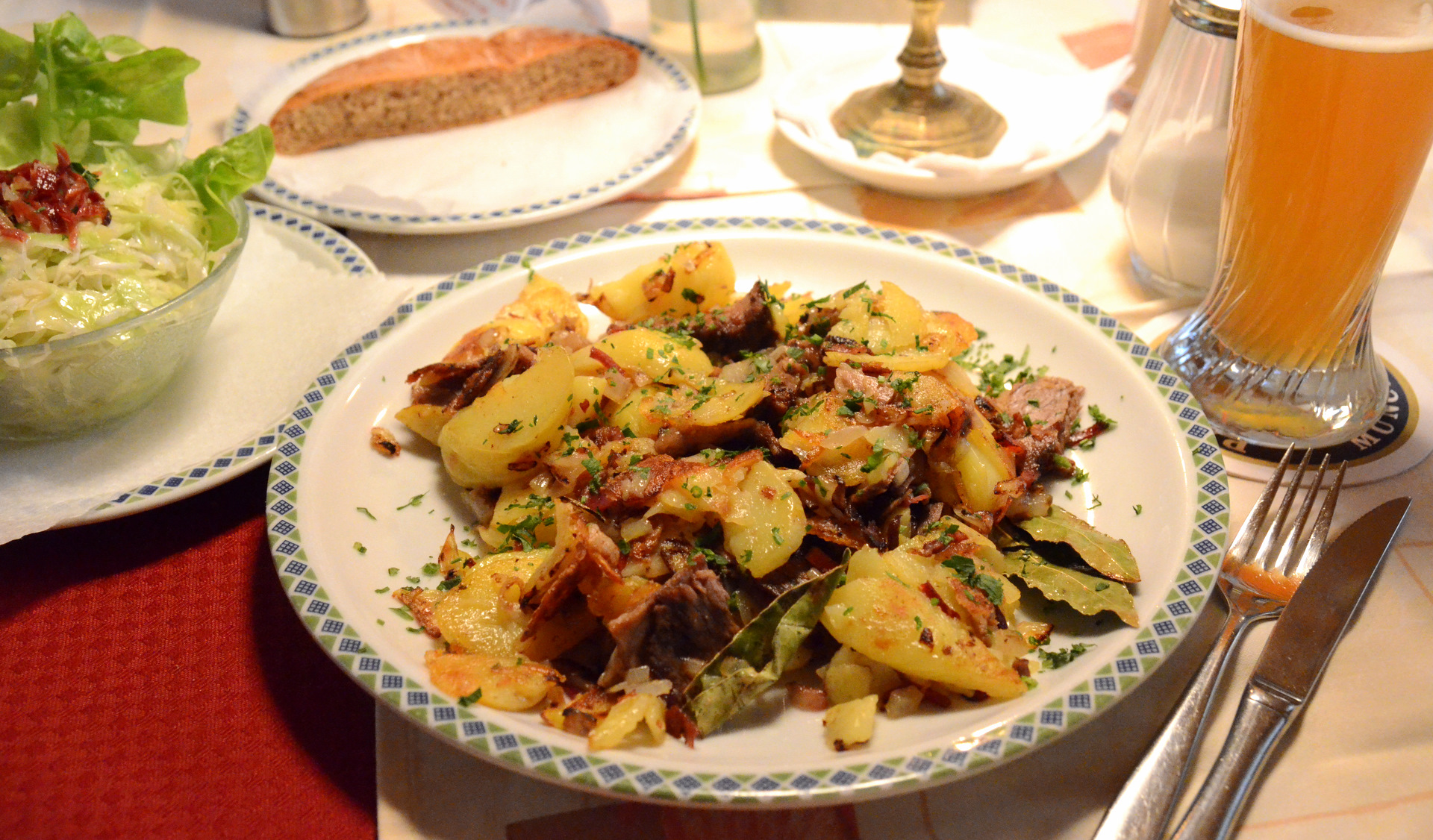
Tiroler Gröstl

Das Tiroler Gröstl ist ein traditionelles österreichisches Pfannengericht, das normalerweise aus gekochten Kartoffeln und in Stücke geschnittenem Rind- oder Schweinefleisch (Schulter oder Schopf) besteht, die gemeinsam mit gehackter Zwiebel und Speck in Butterschmalz in einer Pfanne angeröstet werden. Gewürzt wird mit Salz, Pfeffer, Majoran, Kümmel und Petersilie.
Das Tiroler Gröstl wird oft mit Spiegelei serviert. Beim Tiroler Gröstl handelt es sich im ursprünglichen Sinn um eine montägliche Resteverwertung des Sonntagsbratens.
Ähnliche Gerichte sind Blunzengröstl, Wurstgröstl, das Herren- oder Innsbrucker Gröstl, das mit Kalbfleisch zubereitet wird, sowie in Deutschland das Bauernfrühstück.

## Trivia
Der Name des Gerichts ist auch Vorlage für die kryptographische Hashfunktion Grøstl, die von österreichischen und dänischen Wissenschaftern entworfen wurde.